# Dalibor Peršić
Dalibor Peršić (Tuzla, 28 maggio 1985) è un ex cestista bosniaco.

## Carriera
Con la Bosnia ed Erzegovina ha disputato due edizioni dei Campionati europei (2013, 2015).